# Пробка (Доктор Кто)
«Пробка» — третья серия третьего сезона сериала «Доктор Кто». Премьера серии состоялась 14 апреля 2007 года на канале BBC One.

## Сюжет
Доктор и Марта возвращаются на планету, где он был с Розой («Новая Земля»). За несколько лет там всё изменилось — город превратился в огромную пробку, в которой люди проводят многие годы. Марту похищают, чтобы получить доступ на «скоростное шоссе», с которого ещё никто не возвращался.